# 레버넌트: 죽음에서 돌아온 자
《레버넌트: 죽음에서 돌아온 자》(영어: The Revenant)는 알레한드로 곤살레스 이냐리투 감독이 제작, 각본, 연출한 미국의 서부극 스릴러 영화이다. 원작은 마이클 푼케가 2003년에 발표한 동명 소설 《더 레버넌트》를 바탕으로 곤살레스 이냐리투와 마크 L. 스미스가 공동으로 각본을 썼다. 이 영화에는 레오나르도 디카프리오, 톰 하디, 윌 폴터, 그리고 도널 글리슨이 캐스팅되었다. 주요 촬영은 2014년 10월부터 시작되었고, 2015년 4월에 종료되어
 미국 전역에는 그해 12월 25일, 전세계에는 2016년 1월 8일에 개봉되었다.
이 영화는 88회 미국 아카데미상(2016)에서 최우수 작품상, 감독상, 남우주연상, 남우조연상을 포함한 최다 12개 부문에 후보 지명, 감독상 , 남우주연상 , 촬영상을 수상.

## 줄거리
모피 사냥꾼 휴 글래스는 그레이트플레인스에서 미군 병사들이 미국 원주민 마을을 불태우는 것을 지켜본다.
몇 년 후, 1823년 말 아리카라 전쟁 중, 글래스는 앤드루 헨리 선장의 모피 사냥꾼들을 현재의 다코타스 지역의 미편입 영역을 통해 안내한다. 그와 그의 반쪽 파우니족 아들 호크가 사냥하는 동안, 일행의 캠프는 족장의 납치된 딸 포와카를 되찾으려는 아리카라 족 전사들에게 공격받는다. 많은 사냥꾼들이 전투 중에 죽고, 나머지는 배를 타고 탈출한다. 글래스의 안내를 받아 생존자들은 미주리강을 따라 여행하는 것이 그들을 취약하게 만들 것이라고 글래스가 믿기 때문에 걸어서 키오와 요새로 향한다. 정박 후, 일행은 해변 근처에 가죽을 숨긴다.
사냥감을 정찰하던 중, 글래스는 회색곰에게 공격당해 거의 죽을 지경에 이른다. 또 다른 아리카라족의 공격을 두려워한 사냥꾼 존 피츠제럴드는 일행이 글래스를 안락사시키고 계속 움직여야 한다고 주장한다. 헨리는 동의하지만 방아쇠를 당기지 못한다. 대신 그는 글래스와 함께 남아 그가 죽으면 묻어줄 사람에게 돈을 지불하겠다고 제안한다. 호크와 젊은 짐 브리저만이 자원하자, 버려진 가죽에서 손실을 회수하기 위해 돈을 원하는 피츠제럴드도 남기로 동의한다.
다른 사람들이 떠난 후, 피츠제럴드는 글래스를 질식시키려 하지만 호크가 개입하여 저지된다. 피츠제럴드는 글래스가 무기력하게 지켜보는 가운데 호크를 칼로 찔러 죽인다. 다음 날 아침, 피츠제럴드는 호크의 살인을 모르는 브리저에게 아리카라족이 다가오고 있으며 글래스를 버려야 한다고 설득한다. 처음에는 브리저가 반대하지만, 피츠제럴드가 글래스를 급조된 무덤에 반쯤 생매장한 채 떠난 후 결국 그를 따른다. 브리저는 그가 나선형 문양을 새긴 물통을 남겨둔다. 다음 날 아침, 브리저는 피츠제럴드가 뒤쫓는 아리카라족이 없다는 것을 인정하게 만든다. 그들은 요새에 도착하고, 피츠제럴드는 헨리에게 호크가 사라지고 글래스가 죽었다고 거짓 보고한다. 브리저는 글래스의 죽음에 대한 거짓말에 공모하지만, 호크의 살인은 여전히 모른다.
글래스는 브리저의 물통을 가지고 황야를 통한 고된 여정을 시작한다. 그는 상처를 대충 지지고 강물 급류로 뛰어들어 뒤쫓는 아리카라족을 피한다. 그는 파우니족 난민 히컥을 만나는데, 히컥은 글래스에게 "복수는 창조주의 손에 있다"고 말한다. 두 사람은 들소 고기를 나누어 먹고 함께 여행한다. 폭풍이 다가오자 히컥은 열병에 걸린 글래스가 피할 수 있도록 땀오두막을 짓는다. 오두막에서 환각을 경험한 후, 글래스는 프랑스계 캐나다인 사냥꾼들이 히컥을 린치한 것을 발견한다. 글래스는 사냥꾼들의 캠프에 침투하여 그들의 지도자 투생이 포와카를 강간하는 것을 본다. 글래스는 그녀를 풀어준다. 글래스가 제공한 칼로 그녀는 투생에게 거세 위협을 하여 다른 프랑스인들에게 알리지 못하게 한 다음 도망치고, 글래스는 여러 사냥꾼을 죽이고 히컥의 말을 되찾으며 브리저의 물통을 남겨둔다. 다음 날, 글래스는 아리카라족에게 기습당하고 그들의 추격을 피하며 말에 탄 채 절벽 아래로 떨어진다. 그는 죽은 말의 내장을 꺼내 그 시체 안에 알몸으로 숨어 밤을 보낸다.
한 프랑스 생존자가 키오와 요새로 비틀거리며 들어오고, 브리저는 그 남자의 나선형 문양이 새겨진 물통을 알아본다. 도난당했다고 믿은 헨리는 수색대를 조직한다. 글래스가 살아있다는 것을 깨달은 피츠제럴드는 전초기지의 금고를 비우고 텍사스주로 도주할 생각으로 도망친다. 수색대는 지친 글래스를 찾는다. 격분한 헨리는 요새로 돌아오자마자 브리저를 체포하라고 명령하지만, 글래스는 브리저가 호크를 살해한 피츠제럴드에게 속았다고 말하며 그를 옹호한다. 글래스와 헨리는 피츠제럴드를 추격하기 시작한다.
두 사람이 헤어진 후, 피츠제럴드는 헨리를 기습하여 죽이고 그의 두피를 벗겨낸다. 글래스는 헨리의 시체를 말에 태워 유인책으로 삼고, 자신이 그 자리를 차지하여 피츠제럴드를 기습하고 어깨에 총을 쏜다. 그는 피츠제럴드를 강둑까지 추격하여 잔인한 싸움을 벌인다. 글래스는 피츠제럴드를 죽이려 하지만, 하류에 아리카라족 무리를 발견한다. 그는 히컥의 말을 기억하고 피츠제럴드를 하류로 밀어 아리카라족의 손에 넘긴다. 그들의 족장 엘크 도그는 피츠제럴드의 머리를 칼로 찔러 죽이고 그의 두피를 벗겨내며, 아리카라족(포와카를 찾은)은 글래스를 살려준다. 글래스는 산속으로 후퇴하고, 그곳에서 그의 아내의 영혼이 그를 찾아온다.

## 출연
- 레오나르도 디카프리오 - 휴 글래스 역[6]
- 톰 하디 - 존 피츠제럴드 역
- 윌 폴터 - 빌 브라이저 역
- 도널 글리슨 - 앤드류 헨리 역
- 크리스토페르 요네르
- 브래드 카터
- 루카스 하스
- 브렌단 플레쳐

## 같이 보기
- 생존 영화